# بيرسي أدينال
بيرسي أدينال (بالإنجليزية: Percy Addinall)‏، من مواليد 1888، وتوفي سنة 1932، لاعب كرة قدم إنجليزي سابق، كان يلعب مركز لاعب وسط، لعب لناديي لينكولن سيتي وجرانثام تاون.

## مصدر
1. ↑  Michael Joyce (أكتوبر 2004). The Football League Player's Records 1888 to 1939. ISBN:1899468676.